# Раймундо Бельтран
Едгар Раймундо Бельтран (англ. Edgar Raymundo Beltran; нар. 23 липня 1981, Лос-Мочіс, Сіналоа, Мексика) — мексиканський боксер-професіонал, який виступав у напівлегкій, у другій напівлегкій, у легкій, у першій напівсередній, та у напівсередній. Серед професіоналів колишній чемпіон світу за версією WBO (2018) у легкій вазі.

## Кар'єра
Раймундо Бельтран дебютував на професійному рингу 2 липня 1999 перемігши Віктора Мануеля Мендозу. 1 жовтня 2002 року в поєдинку проти Карлоса Діаса виграв свій перший професійний титул - WBC FECARBOX у напівлегкій вазі. 3 березня 2008 року виграв вакантний титул континентального чемпіона Америки у другій напівлегкій вазі.
18 вересня 2008 року зазнав поразки від Аммета Діаса у поєдинку за титул чемпіона за версією WBA Fedelatin у легкій вазі. 4 березня 2011 року виграв титул чемпіона за версією USBA у легкій вазі. 13 травня 2011 року спробував завоювати титул WBO NABO, але програв одностайним суддівським рішенням угандійцю Шаріфу Богере.
16 лютого 2018 року в бою з намібійським боксером Паулусом Мозесом виграв вакантний титул чемпіона світу у легкій вазі за версією WBO. 25 серпня 2018 року програв титул пуерториканцю Хосе Педрасі.